# Joseph Reid Anderson
Pour les articles homonymes, voir Anderson.
Joseph Reid Anderson (16 février 1813 - 7 septembre 1892) est ingénieur civil américain, industriel, et soldat. Au cours de la guerre de Sécession, il sert comme général confédéré, et sa Tredegar Iron Company est une source importante de munitions et d'engins pour l'armée des États confédérés. Commençant comme une petite forge et une usine de laminage dans le milieu des années 1830, elle est une exploitation florissante en 1843, quand il la loue. Il achète finalement la société d'emblée en 1848, et transforme la Tredegar Iron Company avec force et de manière agressive en la plus grande et la plus significative usine sidérurgique du Sud. Lorsque la guerre de Sécession éclate, il entre dans l'armée en tant que brigadier général en 1861. Peu de temps après il est blessé, puis démissionne de l'armée retournant à la sidérurgie. C'est la principale et, pendant une grande partie de la guerre, la seule source de canons et de munitions de la Confédération, qui emploie près de 900 travailleurs, dont la plupart sont des esclaves. Son usine est confisquée par les États-Unis en 1865, mais elle lui est rendue en 1867, et il en reste le président jusqu'à sa mort. Anderson est très actif dans les affaires civiques et la politique locale.

## Biographie

### Avant la guerre
Joseph Reid Anderson naît à « Walnut Hill » près de Fincastle, le siège du comté de Botetourt, en Virginie , en 1813. Petit-fils d'immigrés écossais-irlandais, il est le fils du colonel William Anderson (1764-1839) et d'Anne (née Thomas) Anderson. L'aîné Anderson avait servi lors la guerre d'indépendance américaine, et a été également un colonel d'un régiment de Virginie lors de la guerre de 1812. Le père de Joseph est un ingénieur autodidacte et arpenteur et plus tard est responsable de la construction de la route à péage qui est maintenant la route 220 des États-Unis et (pour sur une partie de la route) la route 60 des États-Unis de Fincastle à Covington. Le fils du colonel Anderson suit les traces de son père.
Joseph est nommé à l'académie militaire américaine à West Point, New York, et est diplômé 4e de sa promotion en 1836. En reconnaissance de ses capacités techniques, Anderson est affecté en tant qu'assistant ingénieur du bureau d'ingénierie à Washington avant d'être officiellement transféré dans le corps du génie des États-Unis le 1er juillet 1837, alors qu'il est breveté second-lieutenant. Sa principale tâche avec le corps des ingénieurs est la construction du fort Pulaski à la garde du port de Savannah, en Géorgie.
Anderson épouse Sara Eliza Archer, fille du Dr Robert Archer, le chirurgien du poste à fort Monroe, à l'entrée de Hampton Roads dans le comté d'Elizabeth City, en Virginie. À la recherche de meilleures perspectives que celle promises par la vie dans l'armée, en 1837, il démissionne pour travailler comme ingénieur avec l'ingénieur Claudius Crozet de l'État de la Virginie, qui a été auparavant professeur d'ingénierie à West Point. Sous la responsabilité du conseil d'administration des travaux publics de Virginie, Anderson devient ingénieur adjoint de l'État et sert en tant qu'ingénieur en chef de la Valley Turnpike Company, une route à péage qui s'étend entre Staunton et Winchester, en Virginie, dans la vallée de la Shenandoah à partir de 1838 jusqu'en 1841.
En 1841, Anderson rejoint la Tredegar Iron Company à Richmond, en Virginie, qui en devient finalement propriétaire en 1848. En 1860, il est un industriel éminent dans le Sud et sa fonderie sur la James River est l'une des plus importantes aux États-Unis, produisant des locomotives à vapeur, des chaudières, des câbles, du matériel de marine et des canons.

### Guerre de Sécession
Lorsque la guerre de Sécession éclate, la Tredegar Iron Company émerge comme le cœur industriel des États confédérés d'Amérique. Utilisant le travail servile et libre, Anderson supervise la production des pièces d'artillerie et de munitions au cours la plupart de la durée de la guerre.
Partisan de la sécession du Sud et des droits des États, Anderson est nommé commandant d'artillerie, en août 1861, et il est promu brigadier général dans l'armée confédérée, le 3 septembre 1861. D'abord affecté au commandement des forces de la Confédération à Wilmington, Caroline du Nord, en avril 1862, il est réaffecté dans la région autour de la ville de Fredericksburg, en Virginie, opposé au major général de l'Union Irvin McDowell.
Avec la menace croissante à Richmond lors de la campagne de la Péninsule, Anderson est placé au commandement de la 3rd brigade de la « division légère » d'A. P. Hill, nouvellement formée. Pendant la bataille des Sept Jours, il participe aux combats de Mechanicsville, Gaines's Mill, et est blessé à Frayser's Farm le 30 juin 1862.
Le général Anderson démissionne de sa commission de l'armée le 19 juillet 1862, et sert l'effort de guerre confédéré au sein du département de l'ordonnance jusqu'à l'évacuation de Richmond, dans la nuit du 2 au 3 avril 1865. Alors que les troupes confédérées confédérées brûlent de nombreux dépôts de munitions et entrepôts industriels qui auraient été précieux pour le Nord, Anderson aurait payé plus de cinquante gardes armés pour protéger les installations de Tredegar des pyromanes. En conséquence, la Tredegar Iron Works est l'un des rares bâtiments de l'époque de la guerre de Sécession dans le quartier des entrepôts qui ont survécu à l'incendie de Richmond.

### Après la guerre

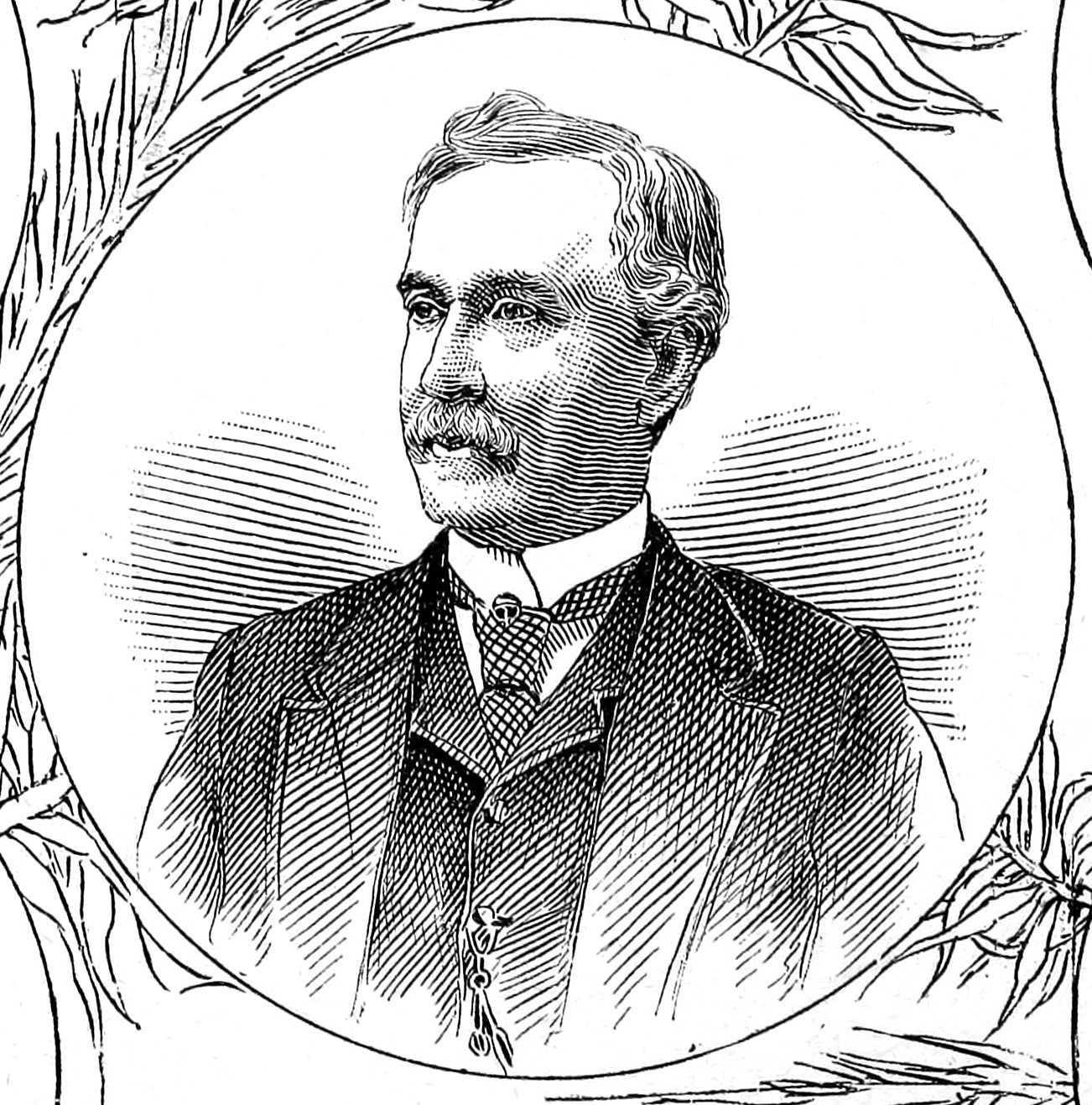
Gravure d'Anderson à partir d'un livre de 1886 sur les industries de Richmond.

Au cours de l'occupation fédérale de Richmond, le gouvernement des États-Unis confisque la Tredegar Iron Comapny, mais Anderson en reprend le contrôle en 1867 et demeure un important homme d'affaires de Virginie en tant que son président. Son fils, Archer Anderson, est impliqué dans l'entreprise, et devient président de la Tredegar Iron Works après la mort de son père. Un autre fils Joseph Reid Anderson entre à l'Institut Militaire de Virginie après la guerre de Sécession et, plus tard, il y enseigne ; et il est considéré comme le « deuxième fondateur » de la fraternité de l'Alpha Tau Omega.
Après la mort de sa femme Sara en 1881, Anderson se remarie. Sa seconde femme est Mary Evans Pegram, faisant de lui un beau-frère du général confédéré John Pegram et du colonel William Ransom Johnson Pegram, qui ont été tués pendant la guerre.
Joseph Reid Anderson décède pendant qu'il est en vacances dans les Îles de Shoals, New Hampshire. On rapporte largement que 30 000 citoyens ont assisté à ses funérailles, lorsqu'il est enterré dans le cimetière d'Hollywood, à Richmond, en Virginie.

## Honneurs
Aujourd'hui, l'ancien établissement des Tredegar Iron Works d'Anderson donnant sur la James River, près du centre ville de Richmond est le site principal du centre des visiteurs du parc du champ de bataille national de Richmond.